# Leo XIII-seminarie

Het Leo XIII-seminarie te Leuven

Het Leo XIII-seminarie is een voormalig seminarie en huidige studentenresidentie in de Belgische stad Leuven. Het gebouw ligt aan de Andreas Vesaliusstraat tegenover de aula Vesalius en Groep T.

## Geschiedenis
Het neogotische Leo XIII-seminarie werd tussen 1895 en 1897 gebouwd naar een ontwerp van Joris Helleputte en diens leerling Joseph François Piscador. Het seminarie werd opgericht door Désiré-Joseph Mercier, voorzitter van het Hoger Instituut voor Wijsbegeerte en later aartsbisschop van Mechelen en kardinaal. Een groot deel van de bouw werd door Armand Thiéry bekostigd. Het seminarie werd vernoemd naar de toenmalige paus Leo XIII en diende oorspronkelijk als interdiocesane huisvesting voor studenten van de priesteropleiding aan het nabijgelegen Hoger Instituut voor Wijsbegeerte.
In juli 1914 werd het seminarie onder impuls van Simon Deploige, Armand Thiéry en Antoine Tits gedurende ongeveer een jaar omgedoopt tot het noodhospitaal Sint-Thomas.
Thans is het gebouw een internationale en christelijke studentenresidentie. De residentie is ingedeeld in tien gemeenschappen. De huidige president van zowel het Leo XIII-seminarie als het Heilige Geestcollege is sinds 2021 Reimund Bieringer.

## Galerij

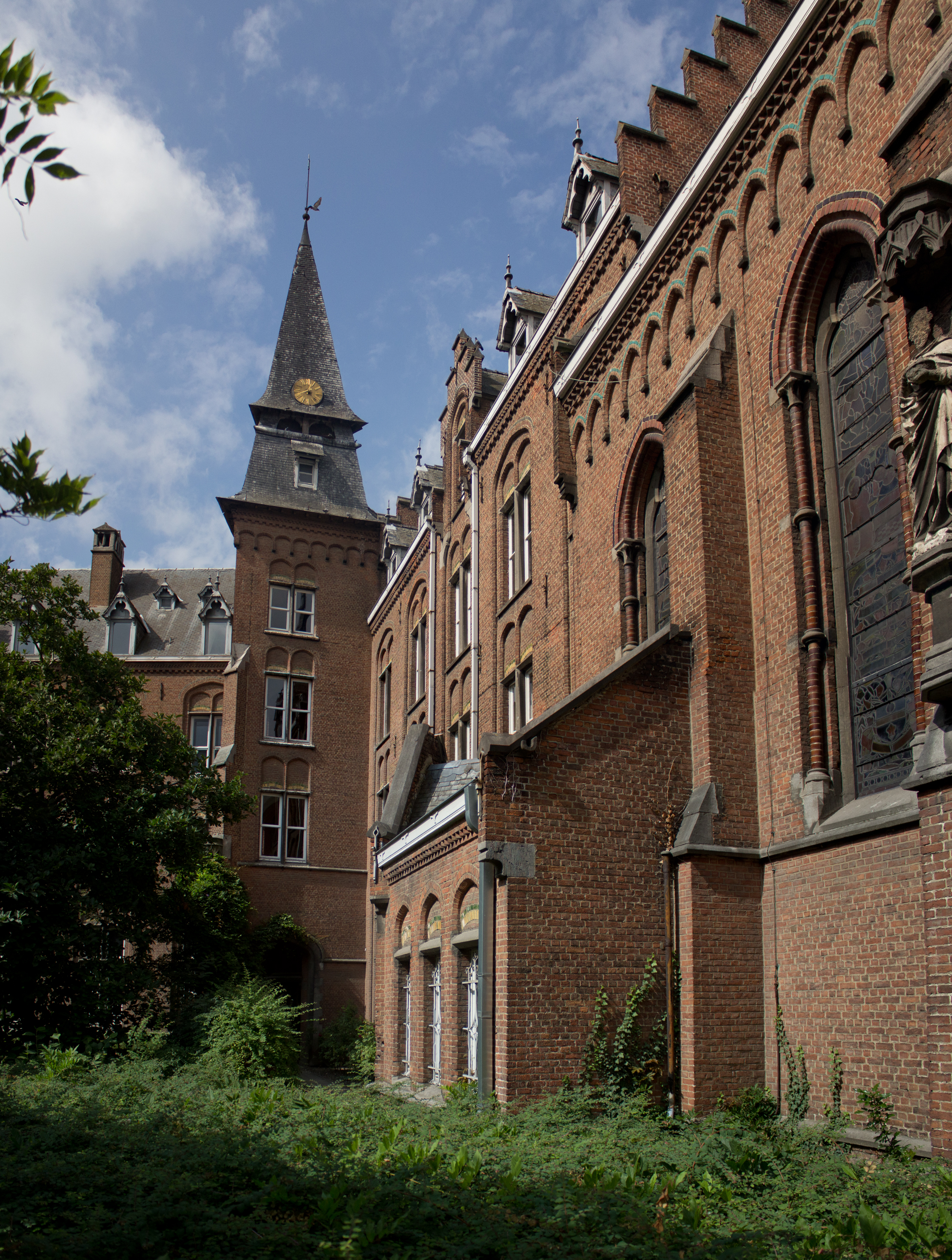
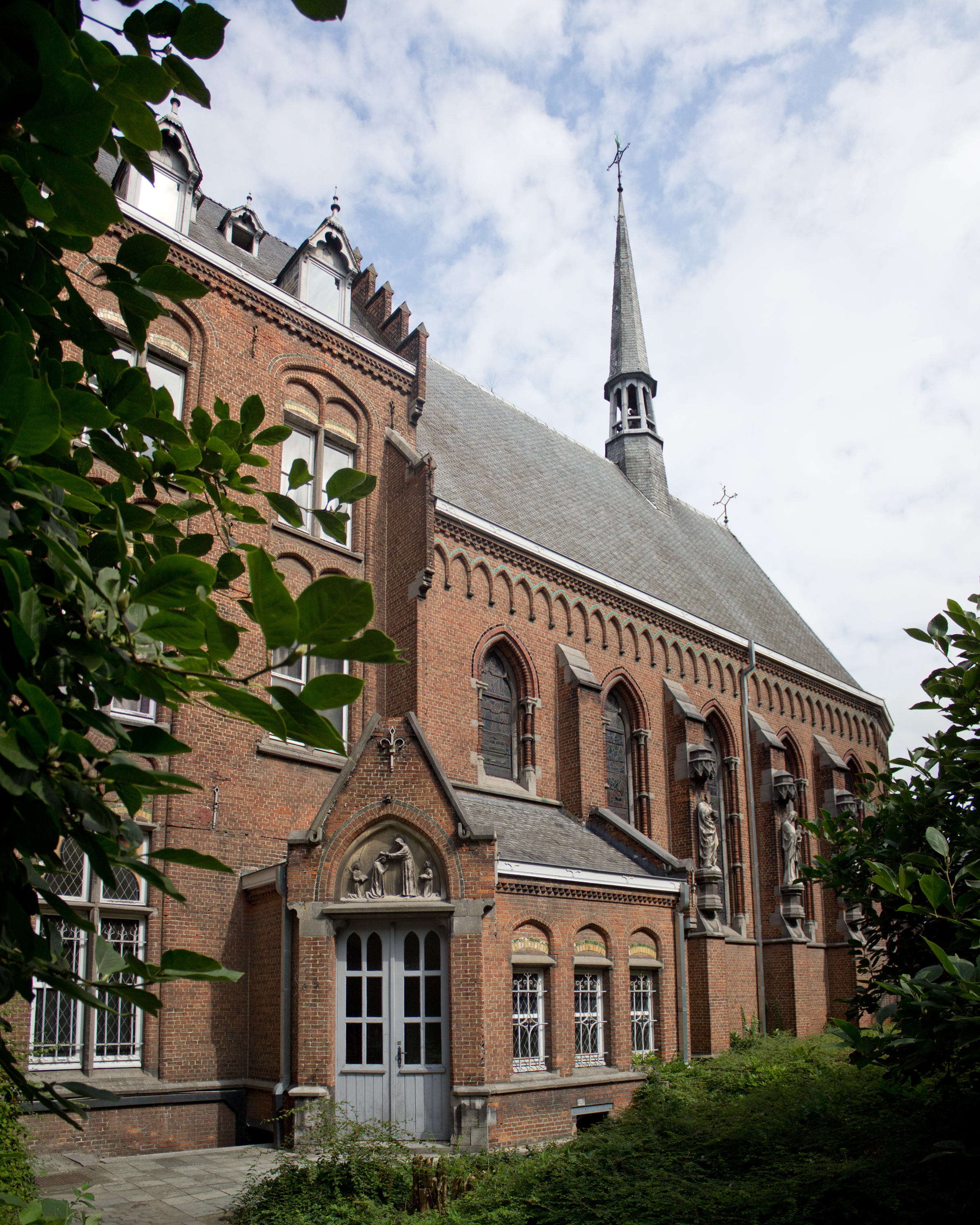
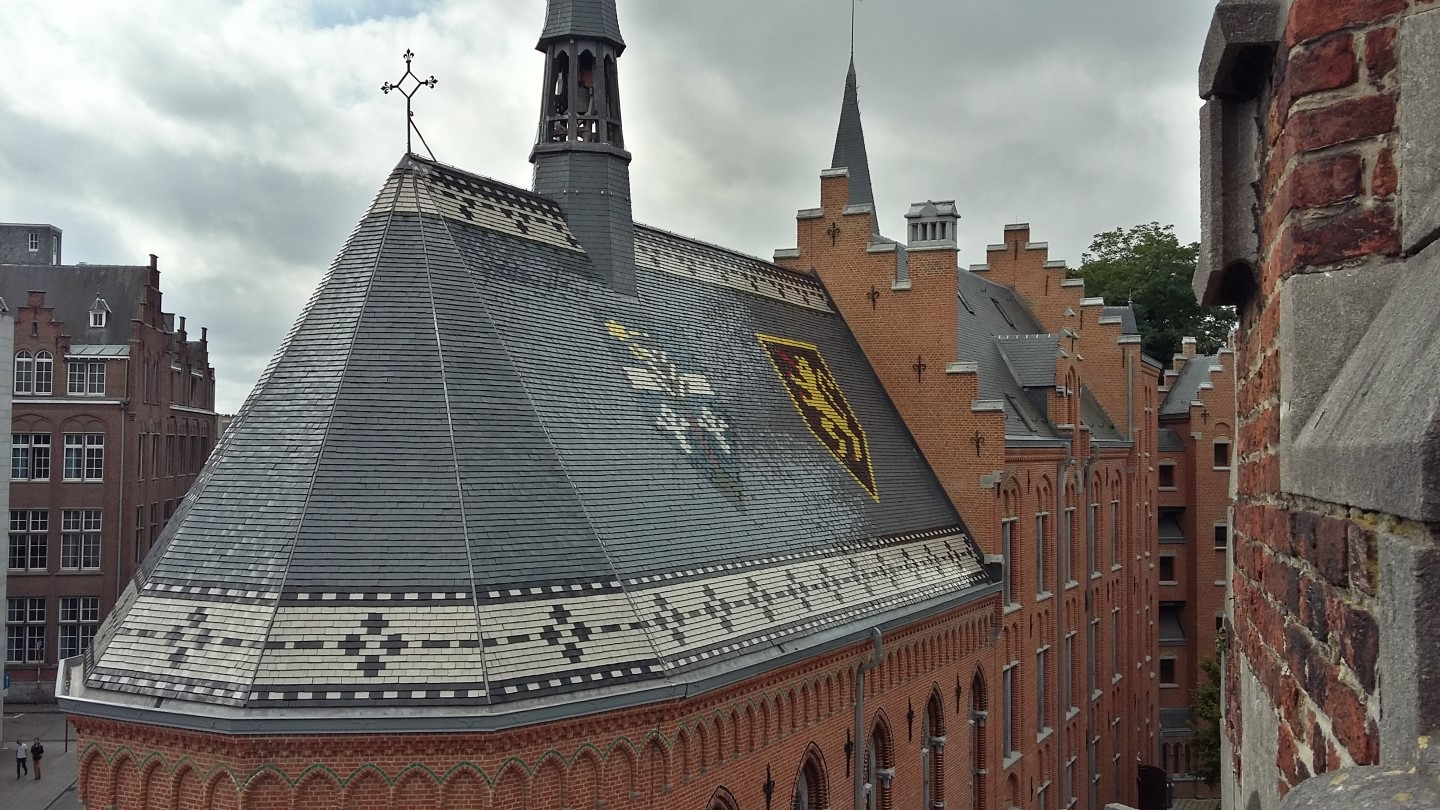
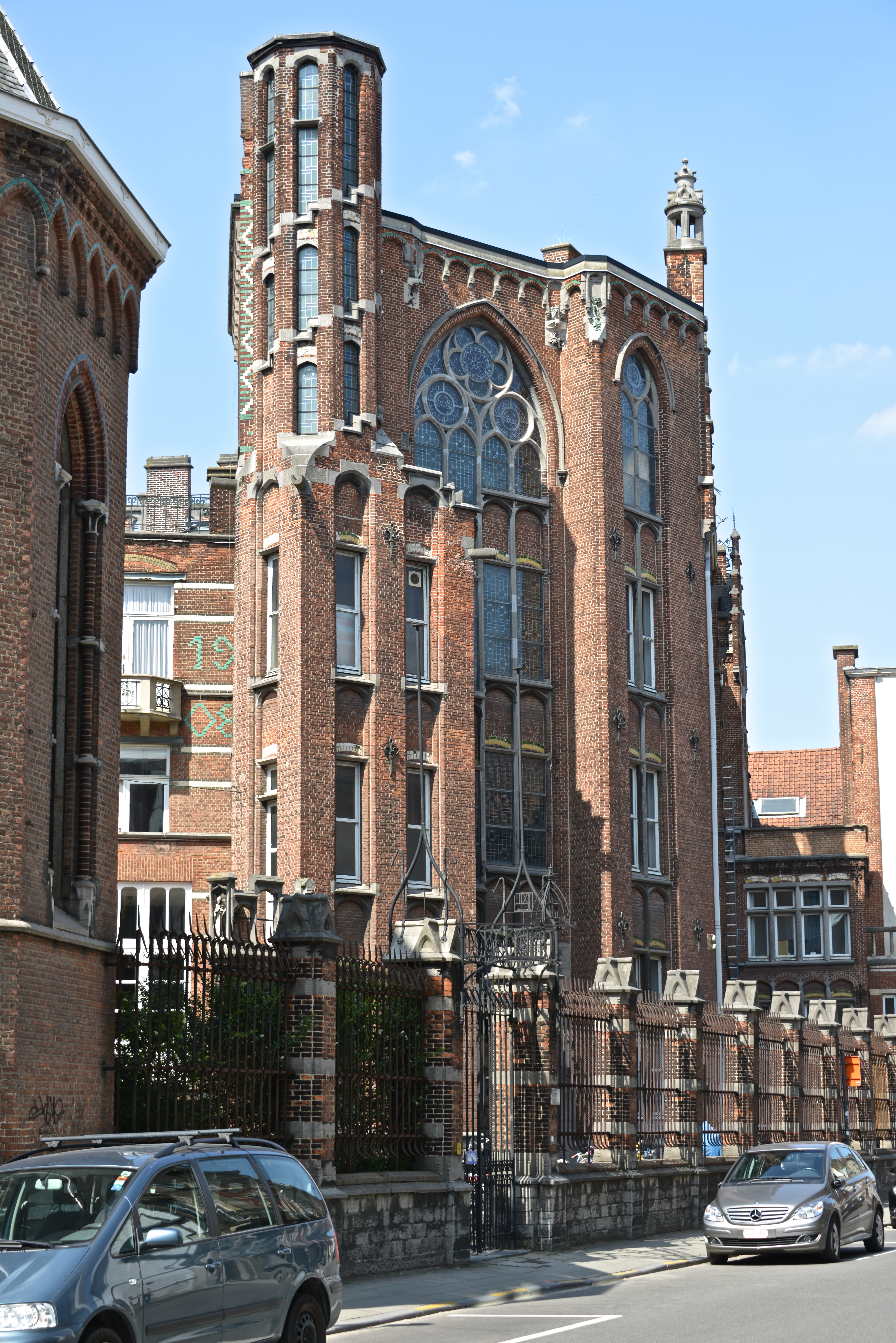
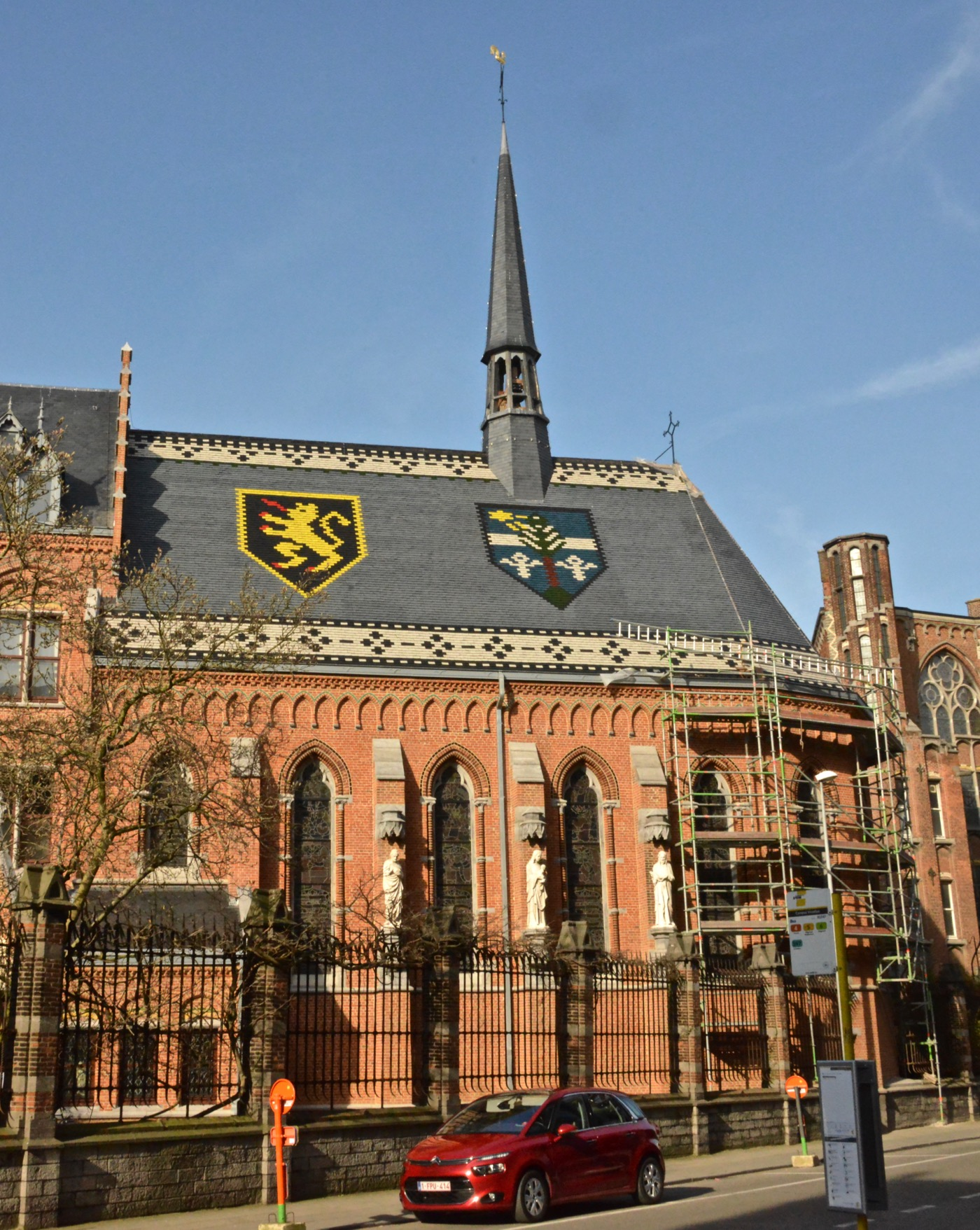

## Studenten
- Karel Matheussen